# 東京深夜舞台
東京深夜舞台 （とうきょうしんやぶたい）は、脚本家の一雫ライオン（ひとしずく・らいおん）を中心に、西沢仁太、渡邉紘平、寺井文孝で構成される演劇ユニット。ケイダッシュ所属。

## 概要
- 東京深夜舞台は2008年1月に結成。コンセプトは【無差別エンターテインメント集団】。
- 初期メンバーは若林謙（一雫ライオン）、西沢仁太、高山猛久。お笑い芸人の佐藤満春（どきどきキャンプ）、大輪貴史（大輪教授）も参加していた（後に脱退）。
結成から程無くして、増田修一朗が加入。
- 2009年の夏まで一雫ライオン、西沢仁太、高山猛久、増田修一朗の四人を中心に活動を続け、公式ブログ上では多様な映像作品を発表、
舞台作品はライブハウスで上演する、と言うユニークな趣向で6回の公演を行う。
- オシリーナの愛称で知られるグラビアアイドル秋山莉奈をゲストに招き、2009年8月27日に渋谷DUO MUSIC EXCHANGEで行った
一日限りの第五回公演では、立ち見客を含め400人近い来場者を集める盛況を見せた。
- 2009年10月3日、映画雑誌「＋act.（プラスアクト）」の創刊5周年記念企画として、ユニット初のトークイベント「映画の時間〜＋act.＋LIFE〜」を開催。
一雫ライオン、西沢仁太、高山猛久、増田修一朗が参加。
- 2009年11月、客演を重ねていた渡邉紘平と寺井文孝が正式にメンバーに加わる。
- 2010年1月30日の第六回公演（ゲスト・小林恵美、中村龍介）では、14時、17時、20時と、初の昼公演を含め一日3公演を敢行。600人以上の観客を動員した。
- 2010年7月25日、自主企画で第2回目のトークイベントを開催。一雫ライオン、高山猛久、増田修一朗、渡邉紘平、寺井文孝が参加。
- 2010年10月の第7回公演にて、ついにライブハウスではなく、劇場での公演を果たす。セット組も本格的になった。
- 2011年2月22日、活動初期から参加していた増田修一朗が個人活動を主軸に見据え、公式ブログ上にて脱退を表明。
- 「一雫ライオン」は、俳優・若林謙の脚本家名。若林は東京深夜舞台の結成を機に脚本を担当するようになり、
以来、脚本家としてユニット外においても活動の場を広げている。

## メンバー

### 現メンバー
- 一雫ライオン （若林謙）
- 西沢仁太
- 渡邉紘平
- 寺井文孝

### 元メンバー
- 佐藤満春
- 大輪貴史
- 増田修一朗
- 高山猛久

## 出演作品

### 自主公演（舞台）
|       | 公演年月日        | タイトル                               | 出演者 | 場所                   | 脚本         | 備考                       |
| ----- | ----------------- | -------------------------------------- | --- | ---------------------- | ------------ | -------------------------- |
| 第1回 | 2008年4月21・22日 | ファイナル・マジック                   | 高山猛久/増田修一朗/若林謙/西沢仁太 佐藤満春/大輪貴史 客演：高樹マリア                                        | 渋谷ルイードK2         | 一雫ライオン | 演出:柳川薫平              |
| 第2回 | 2008年7月2・3日   | 相田・ブルースG・P                     | 高山猛久/若林謙/西沢仁太 客演：寺井文孝/相川やすし/垣外貴帆/吉岡佑                                            | 渋谷ルイードK2         | 一雫ライオン | 演出:柳川薫平              |
| 第3回 | 2009年1月21・22日 | 銀行強盗前夜 THE STAGE                 | 高山猛久/増田修一朗/西沢仁太/一雫ライオン 客演：寺井文孝/吉岡佑/住谷念美                                      | 渋谷ルイードK2         | 一雫ライオン | 演出:柳川薫平              |
| 第4回 | 2009年4月9日      | ドント・ルック・バック・イン・アンガー | 高山猛久/増田修一朗/西沢仁太/一雫ライオン 客演：寺井文孝/渡邉紘平/石堂夏央                                    | 西麻布SUPER DELUXE     | 一雫ライオン | 演出:柳川薫平              |
| 第5回 | 2009年8月27日     | 未来タクシー                           | 高山猛久/増田修一朗/西沢仁太/一雫ライオン 客演：寺井文孝/渡邉紘平/吉岡佑/秋山莉奈                             | 渋谷DUO MUSIC EXCHANGE | 一雫ライオン | 演出:一雫ライオン          |
| 第6回 | 2010年1月30日     | 東京想い出銀行                         | 高山猛久/増田修一朗/西沢仁太/寺井文孝 渡邉紘平/一雫ライオン 客演：小林恵美/中村龍介                           | 渋谷DUO MUSIC EXCHANGE | 一雫ライオン | 演出:一雫ライオン          |
| 第7回 | 2010年10月8-11日  | パンチドランカー                       | 渡邉紘平/高山猛久/西沢仁太 寺井文孝/一雫ライオン/増田修一朗（11日のみ） 客演：相沢まき/あやか/あゆか/岡田亮輔 | アトリエフォンテーヌ   | 一雫ライオン | 演出:一雫ライオン 柳川薫平 |

- 第5回公演の公演当時正式タイトルは【第5回公演 〜ザ・夏祭り〜 未来タクシー】。

### web作品
|            | 初出（発表年月） | タイトル                      | 出演者                                                                                              | 脚本         | 備考                                                                                |
| ---------- | ---------------- | ----------------------------- | --------------------------------------------------------------------------------------------------- | ------------ | ----------------------------------------------------------------------------------- |
| 動画       | 2008年3月〜4月   | 【銀行強盗前夜】              | 高山猛久/佐藤満春/大輪貴史/若林謙/西沢仁太                                                          | 一雫ライオン | 監督：柳川薫平                                                                      |
| 動画       | 2008年4月        | 【マイケル・ターカー来日】    | 高山猛久/若林謙/西沢仁太                                                                            | 一雫ライオン | 監督：横大路伸                                                                      |
| 動画       | 2008年4月        | 【ヘア・カッツ】              | 高山猛久/佐藤満春/大輪貴史/若林謙/西沢仁太                                                          |              | 企画・原案：大輪貴史/監督：横大路伸                                                 |
| 動画       | 2008年4月〜6月   | 【5分戦隊・ゴボウレンジャー】 | 増田修一朗/高山猛久/佐藤満春/大輪貴史 若林謙/西沢仁太                                               | 一雫ライオン | Amebaスタジオ生放送                                                                 |
| 動画       | 2008年4月〜5月   | 【ゴボウレンジャー 2008】     | 増田修一朗/高山猛久/佐藤満春 大輪貴史/若林謙/西沢仁太 客演：野中隆光/相川やすし/垣外貴帆/高樹マリア | 一雫ライオン | 監督：柳川薫平                                                                      |
| 動画       | 2008年5月        | 【アリバイ】                  | 増田修一朗/西沢仁太/佐藤満春/大輪貴史                                                               | 大輪貴史     | 監督：尾渡泰三                                                                      |
| 動画       | 2008年5月        | 【居酒屋裁判】                | 若林謙/高山猛久/西沢仁太/増田修一朗 客演：相川やすし/高樹マリア                                     | 一雫ライオン | 監督：柳川薫平                                                                      |
| 写真付小説 | 2008年6月〜8月   | 【東京散歩】                  | 高山猛久/増田修一朗/西沢仁太/若林謙 客演：相川やすし                                                | 一雫ライオン |                                                                                     |
| 動画       | 2008年7月〜8月   | 【ここは原宿 アメー・Bar】    | 西沢仁太/高山猛久/増田修一朗/若林謙                                                                 | 一雫ライオン | Amebaスタジオ生放送                                                                 |
| 写真付小説 | 2008年9月        | 【東京空区】                  | 高山猛久/増田修一朗/西沢仁太/若林謙                                                                 | 増田修一朗   |                                                                                     |
| 写真付小説 | 2008年10月       | 【カオス】                    | 高山猛久/増田修一朗/西沢仁太/若林謙                                                                 | ニョロ       |                                                                                     |
| 動画       | 2008年8月〜11月  | 【劇走400km! スイーツの旅】   | 高山猛久/増田修一朗/西沢仁太/若林謙                                                                 |              | 企画・監督：柳川薫平 動画発表時未完。DVD「ドント・ルック〜」の 特典映像として完結。 |

- これらはすべて、公式ブログ上にて発表されたもの。（Amebaスタジオ生放送の動画を含む）
- 動画サイトは公式ブログを開設しているCyberAgent社の、AmebaVisionを使用。

## 映像作品
|            | リリース   | タイトル                                            | 規格         | 備考                  |
| ---------- | ---------- | --------------------------------------------------- | ------------ | --------------------- |
| 公演ビデオ | 2010年1月  | 第4回公演「ドント・ルック・バック・イン・アンガー」 | DVD（2枚組） | 本編・特典映像 各一枚 |
| 公演ビデオ | 2010年1月  | 第5回公演「未来タクシー」                           | DVD（2枚組） | 本編・特典映像 各一枚 |
| 公演ビデオ | 2010年7月  | 第3回公演「銀行強盗前夜 THE STAGE」                 | DVD          | 特典映像あり          |
| 公演ビデオ | 2010年7月  | 第6回公演「東京想い出銀行」                         | DVD          | 特典映像あり          |
| 公演ビデオ | 2010年12月 | 第7回公演「パンチドランカー」                       | DVD          | 特典映像あり          |

- JANコード及びISBNは無し。

## その他

### 外部出演（舞台）
- ドラマティックレビュー「ノーマ・ジーンとマリリン・モンロー」脚本:一雫ライオン (出演)増田修一朗/西沢仁太/渡邉紘平 （2010年2月、赤坂レッドシアター）

### ラジオドラマ
- 「未来タクシー」（J-WAVE「ASIENCE SPIRIT OF ASIA」内にて放送）（2008年5月）

### 連載
- ワニブックス「＋act.（プラスアクト）」　東京深夜舞台の『リアルタイム〜なんでもありでしょ？〜』（2008年5月〜連載中）